# Visconte Ridley
Il titolo di Visconte Ridley è un titolo nobiliare nel Pari del Regno Unito. Fu creato il 17 dicembre 1900 per il politico conservatore Sir Matthew White Ridley, V baronetto. Fu creato Barone Wensleydale, di Blagdon e Blyth nella contea di Northumberland, nel Pari del Regno Unito. Quest'ultimo titolo era una rinascita della baronia detenuta dal nonno materno James Parke, I barone Wensleydale, il cui titolo si estinse dopo la sua morte in quanto nessuno dei suoi figli gli sopravvisse.
A Lord Ridley gli succedette suo figlio, il secondo visconte, che rappresentò Stalybridge nella Camera dei Comuni. Suo figlio, il terzo visconte, era presidente del consiglio della contea di Northumberland. Il figlio di quest'ultimo, il quarto visconte, prestò servizio come Lord Steward of the Household (1989-2001). A partire dal 2017 i titoli sono detenuti da suo figlio, il quinto visconte, che gli succedette nel 2012. 
Il titolo di Baronetto di Blagdon nella contea di Northumberland, fu creata nel 1756 per Matthew White. Gli successe il nipote Matthew White Ridley (il figlio della sorella Elizabeth, sposata con Matthew Ridley), il secondo baronetto. Rappresentò Morpeth e Newcastle upon Tyne in Parlamento. Alla sua morte il titolo passò al figlio maggiore, il terzo baronetto, un membro del Parlamento per Newcastle upon Tyne. Gli succedette suo figlio, il quarto baronetto, che rappresentò Northumberland North in Parlamento come conservatore. Ridley era il marito di Cecilia Anne Parke, figlia di James Parke, I barone di Wensleydale. Quando morì, il titolo fu ereditato da suo figlio, il quinto Baronetto, che fu elevato al titolo di Visconte Ridley nel 1900.
La residenza di famiglia è Blagdon Hall, vicino a Cramlington, nel Northumberland.

## Baronetti di Blagdon
- Sir Matthew White, I Baronetto (1727-1763)
- Sir Matthew White Ridley, II Baronetto (1745-1813)
- Sir Matthew White Ridley, III Baronetto (1778-1836)
- Sir Matthew White Ridley, IV Baronetto (1807-1877)
- Sir Matthew White Ridley, V Baronetto (1842-1904) (creato Visconte Ridley nel 1900)

## Visconti Ridley
- Matthew Ridley, I visconte Ridley (1842-1904)
- Matthew Ridley, II visconte Ridley (1874-1916)
- Matthew Ridley, III visconte Ridley (1902-1964)
- Matthew Ridley, IV visconte Ridley (1925-2012)
- Matthew Ridley, V visconte Ridley (1958)

L'erede apparente è il figlio del titolare attuale, Matthew White Ridley (1993).